# Enzo Deligny
Enzo Deligny, né le 17 avril 2008 à Shanghai, est un pilote automobile franco-chinois courant sous licence française. Membre du Red Bull Junior Team depuis 2023, il est sacré champion d'Espagne de Formule 4 en catégorie Rookie avec Campos Racing.

## Biographie

### 2008-2022: jeunesse et ascension en karting
Fils d'un ancien pilote automobile français champion de Polo Cup China en 2013 et d'une mère chinoise, Enzo Deligny naît en 2008 à Shanghai,. Pour son cinquième anniversaire, son père lui offre son premier karting qu'il étrenne sur le circuit international de Shanghai,. En 2015, alors qu'il n'a que sept ans, Enzo Deligny suit ses parents qui déménagent à Los Angeles (Californie) pour raisons professionnelles. Il enchaîne les titres sur le sol américain, terminant deuxième des prestigieux SKUSA SuperNationals, et remportant les SKUSA SpringNationals et le Challenge of the Americas à deux reprises en 2019 et 2020.
En octobre 2020, Enzo Deligny part en Italie pour la suite de sa carrière pour se frotter au plus haut niveau du karting mondial. Il obtient rapidement une deuxième place à la ROK Cup International Final, sur le circuit de Franciacorta. Cette performance lui permet de signer un contrat avec l'équipe d'usine Parolin pour la saison 2021 dans la catégorie OK-Junior. Après plusieurs weekends conclus par une présence dans le top 8, il remporte sa première victoire sur le sol européen à Campillos dans les Champions of the Future,.
Il passe alors en catégorie OK, toujours avec Parolin, où, à treize ans, il est l'un des pilotes les plus jeunes de la catégorie. Peu avant son quatorzième anniversaire et lors de sa troisième course dans la catégorie, Enzo Deligny remporte sa première victoire de la saison à Sarno. Dans les WSK Euro Series, il termine vice-champion. Sa régularité lui permet de se classer quatrième du championnat d'Europe OK et d'être l'une des révélations de la saison internationale de karting,.

### Intégration au Red Bull Junior Team et premiers succès (depuis 2023)

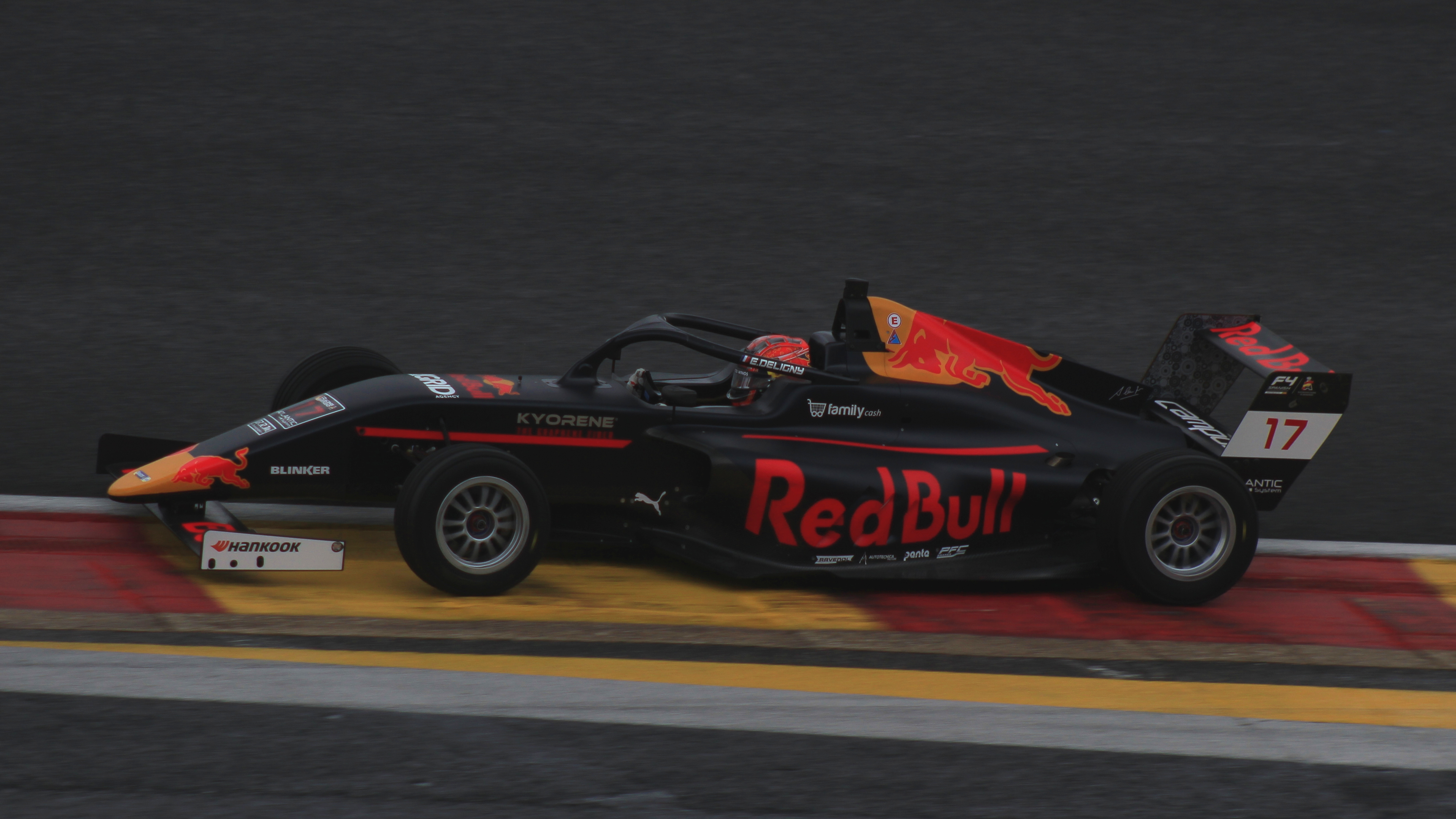
Enzo Deligny en Formule 4 espagnole en 2023 à Spa-Francorchamps.

En juin 2022, il rejoint l'agence de management TheGrid, qui défend déjà notamment les intérêts de Pierre Gasly, pensionnaire du Red Bull Junior Team de 2012 à 2022. Le Dr. Helmut Marko, responsable du programme de jeunes pilotes de Red Bull, le recrute pour rejoindre le Red Bull Junior Team en janvier 2023,. Après avoir un temps envisagé de participer à la Formule 4 française pour commencer sa carrière en monoplace, Deligny préfère renoncer, étant donné qu'il aurait dû manquer la première manche de la saison, n'ayant pas encore les quinze ans réglementaires. Recommandé par le champion en titre Nikola Tsolov à Campos Racing, Enzo Deligny signe avec l'équipe espagnole dans le championnat de Formule 4 espagnole.
Ne célébrant ses quinze ans qu'en avril, il ne peut pas participer aux championnats hivernaux (au Moyen-Orient ou en Espagne) pour se préparer. Il réalise toutefois une manche de Formule 4 italienne à Imola avec l'équipe AKM Motorsport, entre son anniversaire et le début du championnat espagnol. Il devient le premier pilote de l'équipe à marquer des points depuis l'introduction de la nouvelle génération de Formule 4 en 2022. En plus de son programme principal en F4 espagnole, Enzo Deligny fera deux autres apparitions, à Monza et au circuit Paul-Ricard, décrochant quelques points à chaque weekend.
Enzo Deligny remporte sa première victoire en monoplace à Motorland Aragon, où il réalise un triple podium. Mais la première moitié de la saison est aussi ponctuée de casses mécaniques et d'incidents de course. La deuxième moitié de saison permet à Deligny d'enchaîner les podiums, lui permettant de rester en lutte pour le titre et lui donnant de l'avance au championnat Rookie.

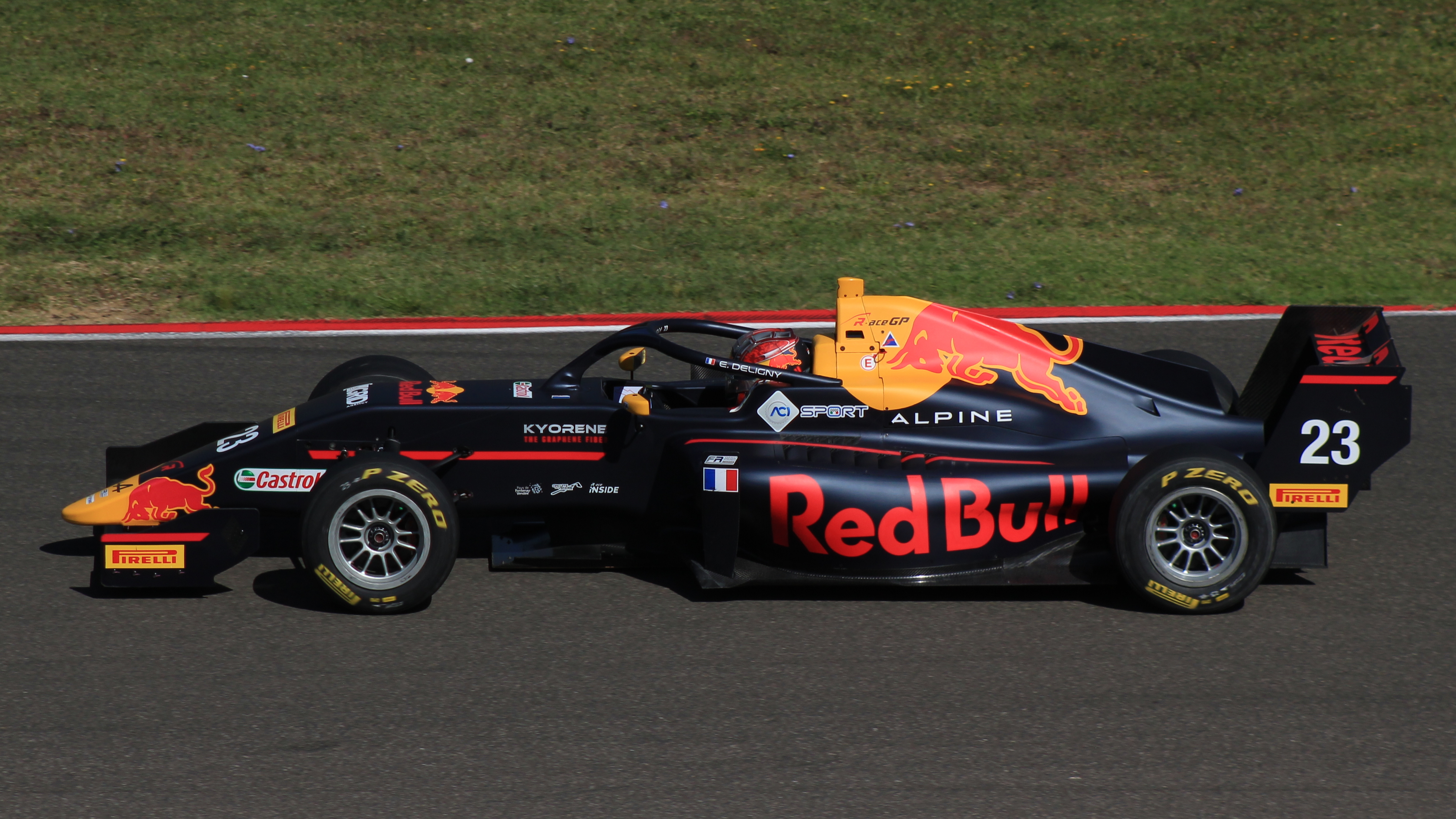
Enzo Deligny en Formule Régionale en 2024 au Mugello.

## Résultats

### Palmarès en karting
- 2e du Prokart Championship Micro Swift en 2017
- Vainqueur des SKUSA SpringNationals Mini Swift en 2019
- 3e du Biloxi ROK Fest Mini ROK en 2019
- Vainqueur du Challenge of the Americas Mini ROK en 2019
- Vainqueur du Rotax Stars and Stripes Mini ROK en 2019
- 2e des SKUSA SuperNationals Mini Swift en 2019
- Vainqueur du Challenge of the Americas Junior ROK en 2020
- 2e de la ROK Cup International Final Junior ROK en 2020
- 4e du championnat d'Europe de karting OK en 2022
- 2e de la WSK Euro Series en 2022

### Résultats en formules de promotion
| Saison | Championnat                                      | Écurie         | Courses | Victoires | Pole positions | Meilleurs tours | Podiums | Points inscrits | Classement |
| ------ | ------------------------------------------------ | -------------- | ------- | --------- | -------------- | --------------- | ------- | --------------- | ---------- |
| 2023   | Championnat d'Espagne de Formule 4               | Campos Racing  | 21      | 2         | 0              | 2               | 10      | 240             | 4e         |
| 2023   | Championnat d'Italie de Formule 4                | AKM Motorsport | 6       | 0         | 0              | 0               | 0       | 8               | 22e        |
| 2023   | Championnat d'Euro 4                             | AKM Motorsport | 3       | 0         | 0              | 0               | 0       | 1               | 17e        |
| 2024   | Championnat des Émirats arabes unis de Formule 4 | R-ace GP       | 9       | 1         | 0              | 0               | 2       | 73              | 8e         |
| 2024   | Formule Régionale Europe                         | R-ace GP       | 20      | 0         | 0              | 0               | 0       | 61              | 12e        |
| 2024   | Coupe du monde de Formule Régionale              | R-ace GP       | 2       | 0         | 0              | 0               | 0       | N/A             | 4e         |
| 2025   | Formule Régionale Moyen-Orient                   | R-ace GP       | 15      | 1         | 0              | 2               | 3       | 147             | 5e         |
| 2025   | Formule Régionale Europe                         | R-ace GP       | 12      | 2         | 2              | 1               | 5       | 140             | 3e         |